# Grădina
Grădina is een Roemeense gemeente in het district Constanța.
Grădina telt 1173 inwoners.